# Cocotte en papier (jeu)
Pour l’article homonyme, voir Cocotte en papier (origami).

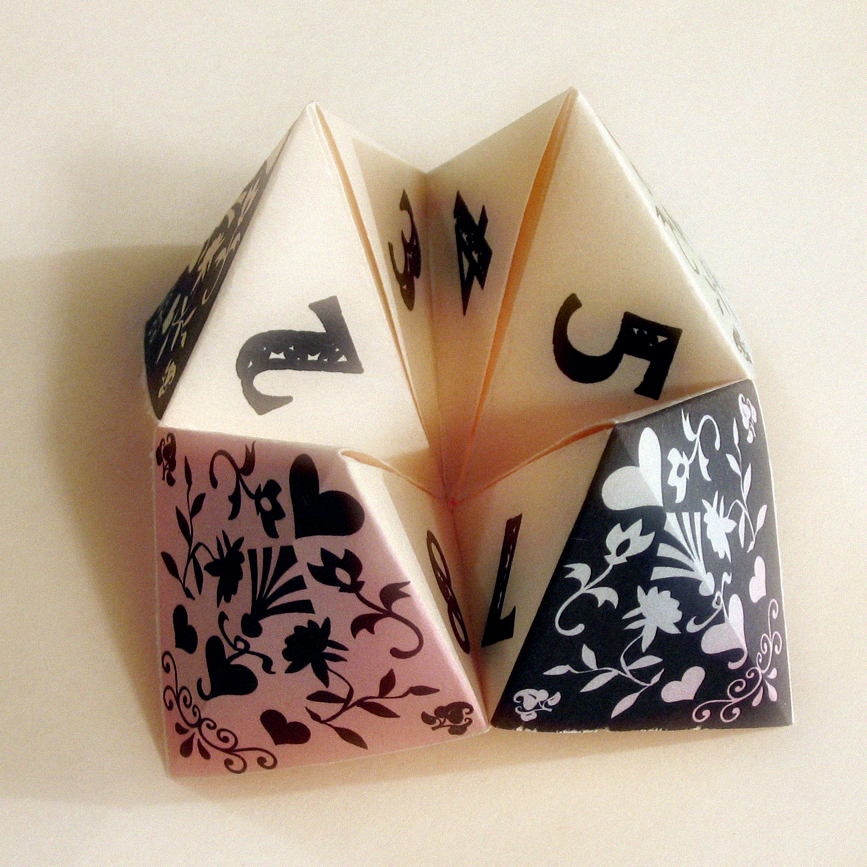
Le jeu de la cocotte en papier

Le jeu de la cocotte en papier, également appelé jeu du « combien t'en veux ? », salière, coin-coin, pouce-pouce, pouet-pouet ou encore cube magique, est un origami qui permet de jouer le diseur de bonne aventure.

## Histoire
Cette forme a été introduite dans le monde anglophone sous le nom de « salière » dans le livre d'origami de 1928 'Fun with Paper Folding'. L'utilisation de diseurs de bonne aventure en papier en Angleterre est enregistrée depuis les années 1950. Bien que l'expression « cootie catcher » ait été utilisée avec d'autres significations aux États-Unis depuis bien plus longtemps, l'utilisation d'attrape-cocos en papier aux États-Unis remonte au moins aux années 1960,.

## Dire la bonne aventure
Pour utiliser la diseuse de bonne aventure, la personne qui dit la bonne aventure tient les quatre coins du papier avec les index et les pouces des deux mains, en gardant deux paires de coins ensemble et les deux autres paires séparées de sorte que seulement la moitié des côtés internes des coins sont visibles.
Les manipulations sont effectuées par diverses méthodes similaires. Dans une méthode courante, le joueur pose une question à la personne qui tient la diseuse de bonne aventure ; cette question sera répondue par l'appareil. Le titulaire demande alors un numéro ou une couleur. Une fois le numéro ou la couleur choisi, le titulaire utilise ses doigts pour basculer entre les deux groupes de couleurs et de chiffres à l'intérieur de la diseuse de bonne aventure. Le titulaire change ces positions un certain nombre de fois, déterminé par le nombre de lettres dans la couleur sélectionnée, le nombre choisi à l'origine ou la somme des deux. Une fois que le porteur a fini d'intervertir les positions de la diseuse de bonne aventure, le joueur choisit l'un des volets dévoilés. Ces rabats ont souvent des couleurs ou des chiffres dessus. Le titulaire soulève alors le rabat et révèle la fortune en dessous. Les étapes peuvent être répétées en fonction des utilisateurs,.

## Construction
